# Chalain-le-Comtal
Chalain-le-Comtal ist eine französische Gemeinde mit 740 Einwohnern (Stand: 1. Januar 2022) im Département Loire in der Region Auvergne-Rhône-Alpes. Sie gehört zum Arrondissement Montbrison und zum Kanton Montbrison. Die Einwohner werden Chalainois und Chalainoises genannt.

## Geographie
Die Gemeinde Chalain-le-Comtal liegt an der Loire, etwa 28 Kilometer nordwestlich von Saint-Étienne. Umgeben wird Chalain-le-Comtal von den Nachbargemeinden Magneux-Haute-Rive im Norden, Marclopt im Nordosten, Montrond-les-Bains im Osten, Boisset-lès-Montrond im Südosten, Grézieux-le-Fromental im Süden, Savigneux im Südwesten sowie Mornand-en-Forez im Westen und Nordwesten. Durch die Gemeinde führt die Autoroute A72.

## Bevölkerungsentwicklung
| Jahr                       | 1962 | 1968 | 1975 | 1982 | 1990 | 1999 | 2011 | 2022 |
| -------------------------- | ---- | ---- | ---- | ---- | ---- | ---- | ---- | ---- |
| Einwohner                  | 415  | 385  | 364  | 357  | 385  | 454  | 682  | 740  |
| Quellen: Cassini und INSEE |      |      |      |      |      |      |      |      |

## Sehenswürdigkeiten
- Neuromanische Kirche Saint-Ennemond aus dem ausgehenden 19. Jahrhundert
- Kapelle Notre-Dame-des-Anges mit Ursprüngen aus dem 13. Jahrhundert

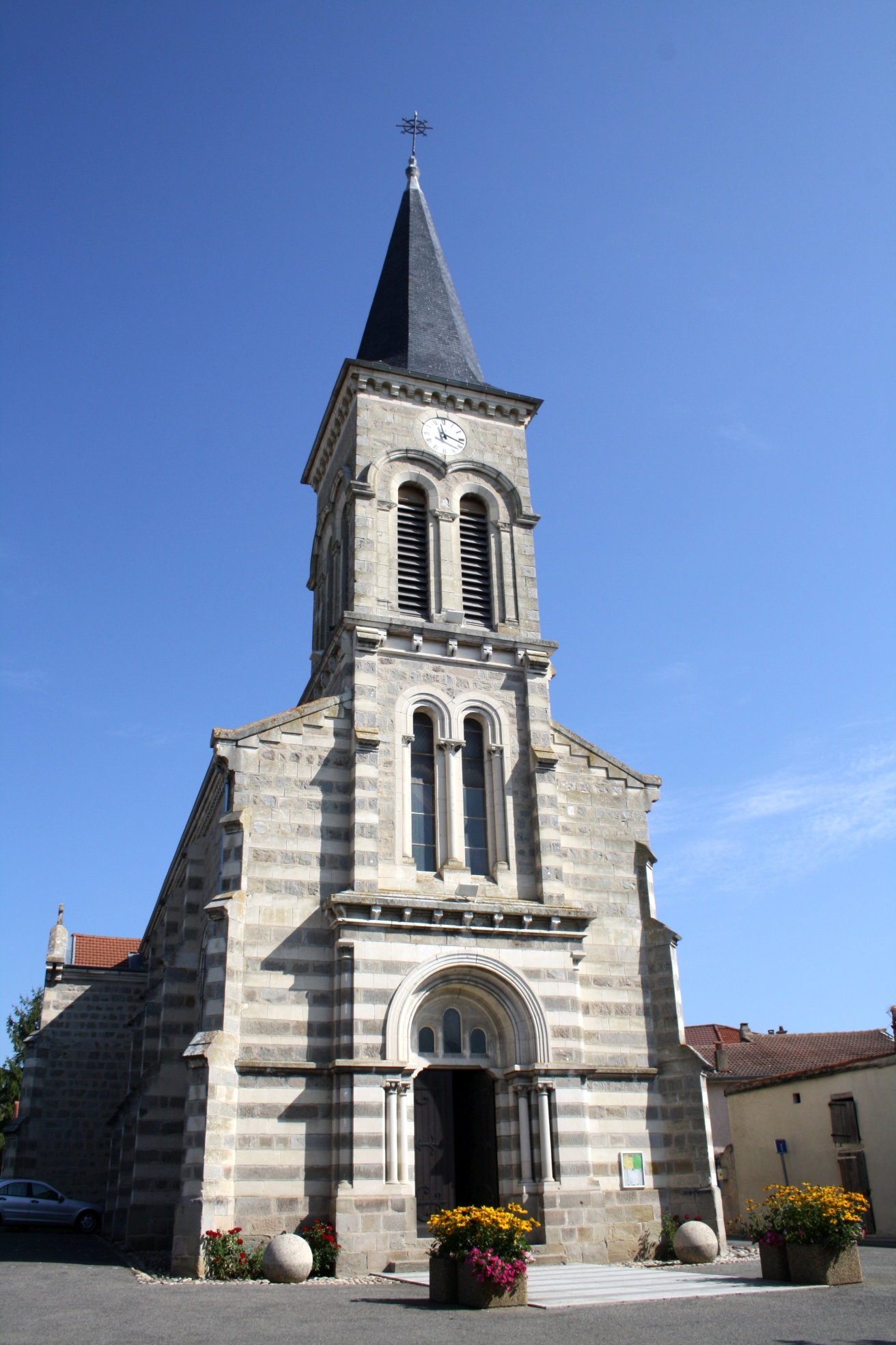
Kirche Saint-Ennemond
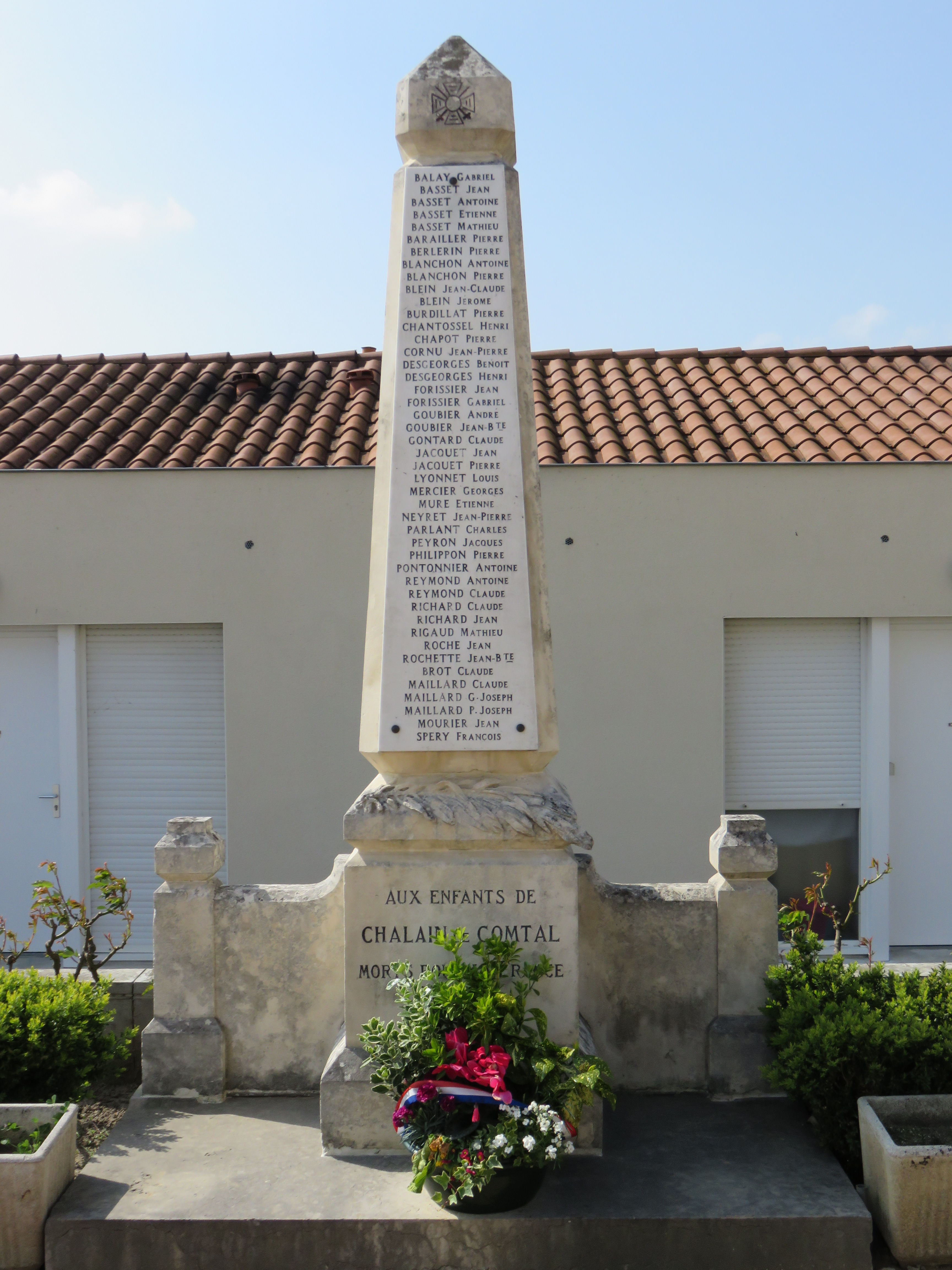
Gefallenendenkmal